# Dilwale
Dilwale er en romantisk komedie-actionfilm fra Indien fra 2015. Filmen er instrueret af Rohit Shetty og er produceret af Gauri Khan. Medvirkende er Shah Rukh Khan, Kajol, Varun Dhawan og Kriti Sanon. Endvidere medvirkede Vinod Khanna i filmen i sin sidste rolle inden han døde i 2017.